# Annihilation of the Wicked
Annihilation of the Wicked ist das vierte Album der Technical-Death-Metal-Band Nile, das im Mai 2005 bei Relapse Records erschien.

## Entstehung
Das Album war das erste, nachdem George Kollias als neuer Schlagzeuger zur Band gekommen war. Es sollte zugleich das letzte bei Relapse Records sein, ehe die Gruppe für das Album Ithyphallic zu Nuclear Blast wechselte. Als Produzent war Neil Kennon tätig, der das Album auch aufnahm und es abmischte. Die Aufnahmen fanden in den Soundlab Studios in Columbia, South Carolina, statt, während die Lieder in Rax Trax in Chicago abgemischt wurden. Für das Lied Sacrifice Unto Sebek wurde außerdem ein Musikvideo unter der Leitung von Chad Rullman erstellt. Die Band arbeitete insgesamt sechs Monate lang an dem Album, wovon sie 13 Wochen im Studio verbrachte.

## Titelliste
1. Dusk Falls Upon the Temple of the Serpent on the Mount of Sunrise – 0:51
2. Cast Down the Heretic – 5:45
3. Sacrifice Unto Sebek – 3:03
4. User-Maat-Re – 9:14
5. The Burning Pits of the Duat – 3:52
6. Chapter of Obeisance Before Giving Breath to the Inert One in the Presence of the Crescent Shaped Horns – 5:21
7. Lashed to the Slave Stick – 4:18
8. Spawn of Uamenti – 1:14
9. Annihilation of the Wicked – 8:16
10. Von Unaussprechlichen Kulten – 9:46

### Bonuslieder
Auf der japanischen Edition des Albums war noch ein zusätzliches Lied als Bonus enthalten:
1. Sss Haa Set Yoth  – 5:15

## Musikstil und Texte
im Vergleich zum Vorgänger In Their Darkened Shrines setzte die Band auf Annihilation of the Wicked weitaus weniger ägyptisch klingende Samples ein. Die Lieder werden als eingängiger als die des Vorgängers beschrieben, wobei auch manchmal Anleihen aus anderen Genres, wie etwa die Verwendung eines Black-Metal-Riffs in Lashed to the Slave Stick, charakteristisch sind. Die Lieder haben meist einen progressiven Charakter. Die Spielgeschwindigkeit ist oft sehr hoch, wie etwa in Cast Down the Heretic, wird aber auch manchmal reduziert, sodass Lieder wie Von unaussprechlichen Kulten und User-Maat-Re einen Doom-Metal-Charakter haben. Die Band gibt sich weniger technisch als auf dem Vorgänger, wohingegen die Lieder brutaler ausfallen. Charakteristisch ist außerdem der Einsatz von teils genrefremden Instrumenten, wie etwa die Verwendung einer Bouzouki (andere Quellen sprechen auch von einem Baglamas). Textlich wurden die Lieder wie gewöhnlich von der ägyptischen Mythologie sowie von den Werken von H. P. Lovecraft inspiriert. So wurde das Lied Von unaussprechlichen Kulten nach dem gleichnamigen Werk Lovecrafts benannt.

## Kritiken
Greg Prato von Allmusic lobte das Gitarrenspiel von Karl Sanders und bezeichnete ihn als einen der besten Gitarristen des Extreme-Metal-Genres. Auch Thomas Weeber von metal.de lobte das Album und hob vor allem die Vielseitigkeit des Albums und das technisch anspruchsvolle Spielniveau hervor. Die Band habe ein ähnlich gutes Album wie In Their Darkened Shrines erschaffen, wobei man ein „In Their Darkened Shrines – Part 2“ vermieden habe. Er vergab neun von zehn Punkten und riet zu einem Blindkauf, da man mit diesem Album nichts falsch machen könne. In Ausgabe 207 des Rock-Hard-Magazins bezeichnete Autor Volkmar Weber Lieder wie Cast Down the Heretic und Sacrifice Unto Sebek als „mit das Rabiateste und technisch Anspruchsvollste, was der Todesbleimarkt je zu bieten hatte“. Schlagzeuger George Kollias brauche sich vor dem auch nicht untalentierten Tony Laureano verstecken; dieser aber „sollte vor Scham in den Boden sinken“. Weber hob vor allem das schnelle Doublebass-Spiel hervor, sowie die hohe Spielpräzision, die er als „beängstigend“ bezeichnete. Als ebenfalls präzise bezeichnete Weber das Spiel der Gitarre und verglich es mit einem Schweizer Uhrwerk.